# Bicaz (Neamț)
Pour les articles homonymes, voir Bicaz.
Bicaz (Bécás en hongrois) est une commune roumaine du județ de Neamț, dans la région historique de Moldavie et dans la région de développement du Nord-Est.

## Géographie
La ville de Bicaz est située dans l'ouest du județ, entre le massif de Ceahlău au nord et les monts Tarcăului au sud, sur la Bistrița, à son confluent avec la Bicaz, à 25 km à l'ouest de Piatra Neamț, le chef-lieu du județ.
La ville, située au débouché des gorges de la Bicaz est environnée de sommets comme le mont Sima (1 147 m d'altitude), le Bâtea Stegea (1 316 m d'altitude) ou le mont Cosmița (1 015 m d'altitude).
La municipalité est composée de la ville de Bicaz elle-même et des six villages suivants (population en 1992) :
- Bicaz (4 447) ;
- Capșa (797) ;
- Dodeni (2 308) ;
- Izvoru Alb (223) ;
- Izvoru Muntelui (461) ;
- Potoci (277) ;
- Secu (122).

## Histoire
La première mention écrite du village date de 1625, sur un document émanant de la cour du prince de Moldavie Radu IX Mihnea.
Bicaz intègre le premier état roumain dès 1859. Jusqu'en 1918, Bicaz est une ville frontière avec l'Empire austro-hongrois, situation qui change avec le rattachement de la Transylvanie au royaume roumain en 1918.
Bicaz est restée un petit village vivant de l'exploitation des forêts jusque dans les années 1950 et la construction d'un grand barrage sur la Bistrița qui a permis l'urbanisation et le développement de l'industrie.
En 1960, Bicaz obtient le statut de ville.

## Politique
Le Conseil Municipal de Bicaz compte 15 sièges de conseillers municipaux. À l'issue des élections municipales de juin 2012, Nicolae Sălăgean (PSD) a été élu maire de la commune.
| Parti                            | Nombre de conseillers |
| -------------------------------- | --------------------- |
| Union sociale-libérale           | 8                     |
| Alliance électorale populaire    | 6                     |
| Parti populaire - Dan Diaconescu | 1                     |

## Religions
En 2002, la composition religieuse de la commune était la suivante :
- Chrétiens orthodoxes, 96,58 % ;
- Catholiques romains, 1,69 % ;
- Adventistes du septième jour, 0,42 % ;
- Pentecôtistes, 0,41 %.

## Démographie
En 2011, la commune compte 6 543 habitants, dont 92 % de Roumains 3 % de Roms (pour 5 % de la population l'appartenance ethnique n'est pas connue).
| 1966  | 1977  | 1992  | 2002  | 2007  | 2011  |
| ----- | ----- | ----- | ----- | ----- | ----- |
| 8 368 | 9 477 | 8 581 | 8 428 | 8 638 | 6 543 |

## Économie

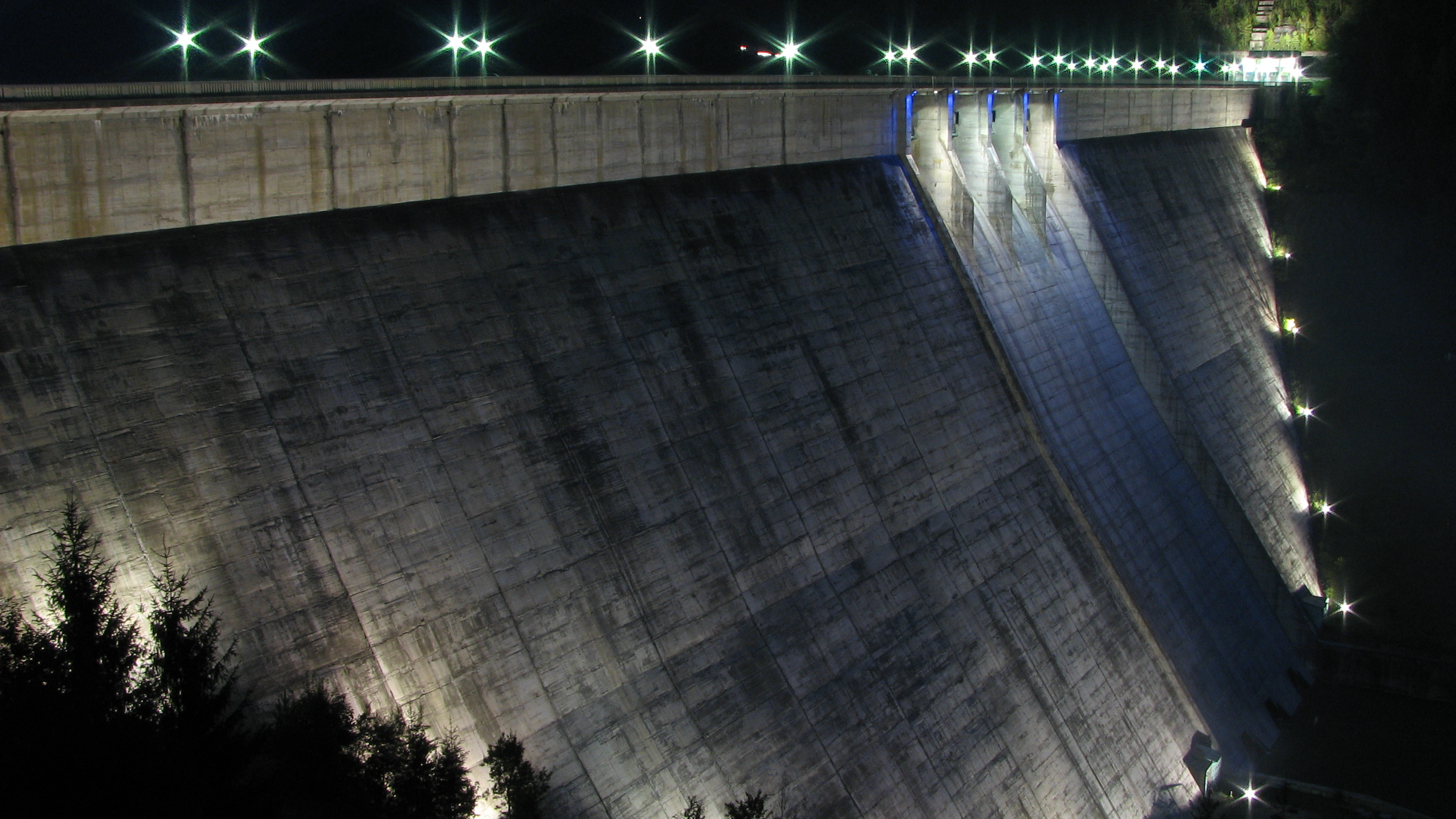
Le barrage d'Izvoru Muntului sur la Bistrița.

L'économie de la commune repose sur l'exploitation des forêts, la transformation du bois et l'élevage.
En 1960 a été terminé le barrage sur la rivière Bistrița et l'usine hydro-électrique d'une puissance de 250 MW. Une des plus importantes cimenteries de Roumanie s'est installée à proximité (Carpat Cement). Cette entreprise a été rachetée il y a quelques années par la firme allemande HeidelbergCement.

## Communications

### Routes
BIcaz est située sur la route nationale DN15 qui la met en relation avec Piatra Neamț à l'est et le județ de Harghita et Târgu Mureș à l'ouest ainsi que Vatra Dornei et Bistrița par la route nationale DN17B. De Bicaz part également la route nationale DN12C qui rejoint Gheorgheni.

### Voies ferrées
La gare de Bicaz est le point de départ de la ligne Bicaz-Piatra Neamț-Bacău.

## Lieux et monuments

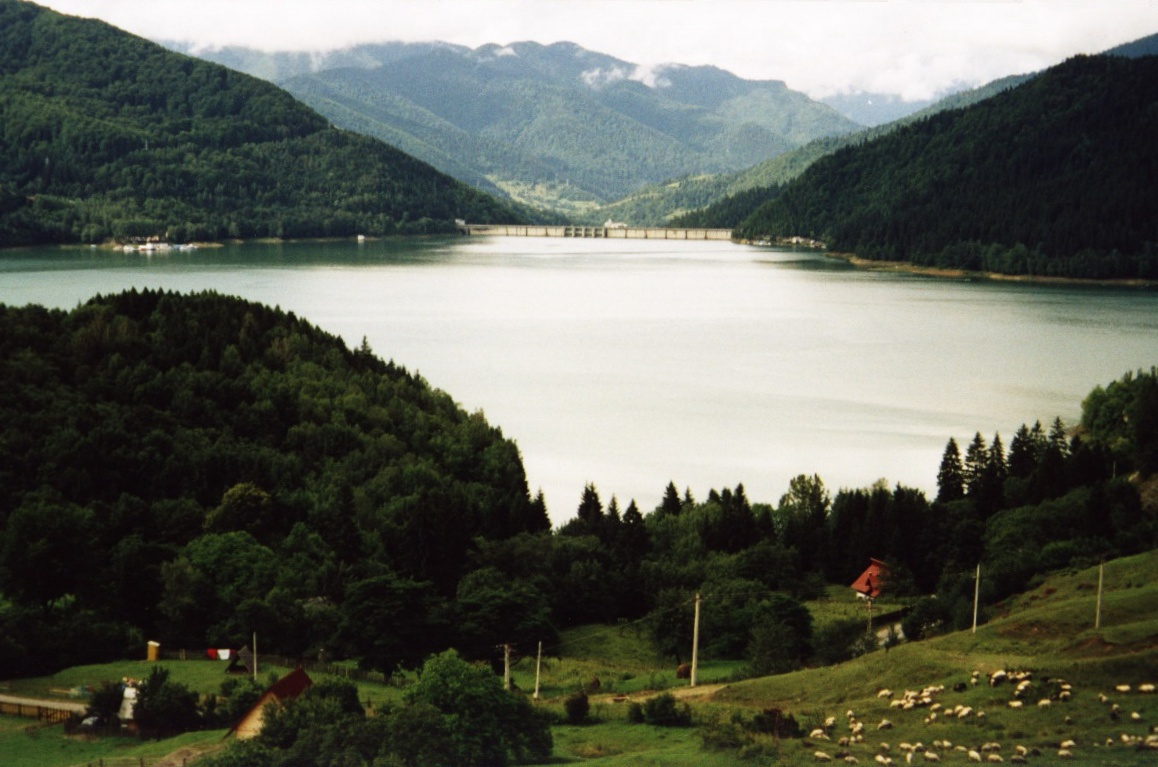
Vue du lac Bicaz.

Bicaz possède un Musée d'histoire ouvert en 1958 dans un ancien théâtre.
La ville se trouve d'autre part au centre de plusieurs centres d'intérêt touristique majeur :
- Le lac Izvorul Muntelui ou Bicaz (lac de retenue) et le barrage construit dans le village d'Izvoru Muntului (Barajul Izvorul Muntului).

- Le Parc National Ceahlău, à 10 km à l'ouest d'une superficie de 5 800 ha (point culminant, mont Ocolașul : 1 907 m).

- Le Parc national des gorges de Bicaz-Hășmaș plus à l'ouest.

## Jumelages
- Orhei (Moldavie) depuis 2000
- Hasselt (Belgique) depuis 2000
- Piazzola sul Brenta (Italie)